# Luftëtari Gjirokastër
Maillots
Le Luftëtari Gjirokastër Football Club est un club albanais de football basé à Gjirokastër fondé en 1929.

## Historique
- 1929 : fondation du club sous le nom de Shqiponja Gjirokastër
- 1949 : le club est renommé Gjirokastër
- 1951 : le club est renommé Puna Gjirokastër
- 1958 : le club est renommé Luftëtari Gjirokastër
- 1992 : le club est renommé Shqiponja Gjirokastër
- 2000 : le club est renommé Luftëtari Gjirokastër

## Palmarès
- Championnat d'Albanie
  - Vice-Champion : 1978

## Logos de l'histoire du club

Logo n°1
Logo n°2
Logo n°3

## Anciens joueurs
- Altin Haxhi
- Edi Martini
- Admir Teli